# История Андорры

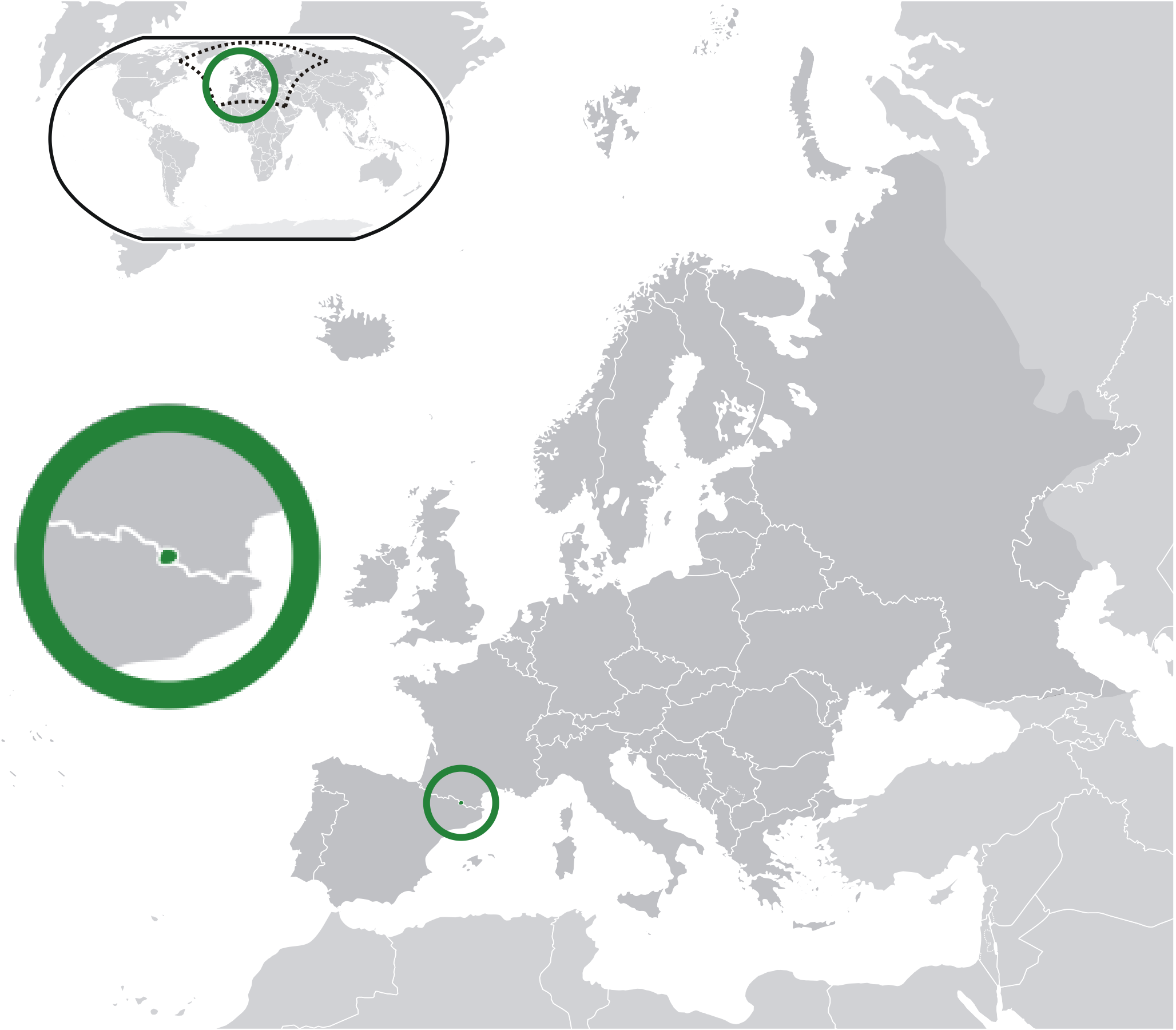
Андорра

История Андорры — история Княжества Андорры, а также существовавших ранее на территории этой страны других государственных образований и иных человеческих общностей.

## Доисторический и древний периоды

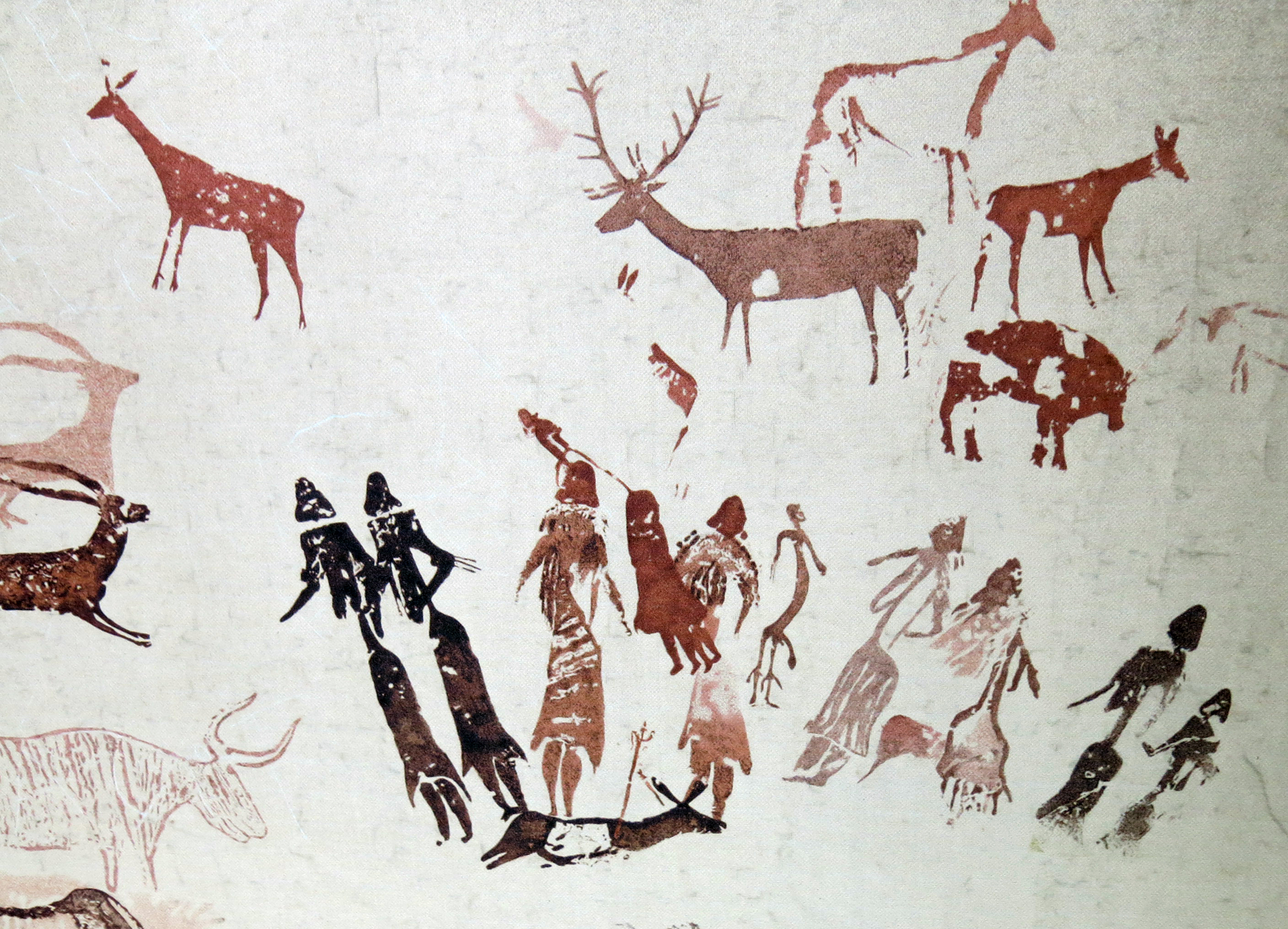
Наскальные рисунки в Рока-дельс-Морос

Первые датируемые следы присутствия человека в Андорре относятся к периоду верхнего палеолита, сразу после окончания Вюрмского оледенения. Одна из древнейших стоянок, Бальма-де-ла-Маржинеда — поселение собирателей из водосборных бассейнов рек Арьеж и Сегре. Найденные останки этих охотников-собирателей представляют собой в основном гарпуны для ловли форели и угрей, наконечники копий для охоты, треугольные микролиты для стрельбы из лука и гальку с выгравированными абстрактными фигурами.
В Ордино и Сан-Жулиа-де-Лории были обнаружены гробницы Сегудет и Фейша дель Моро. В Сегудете были обнаружены останки женщины, захороненной в возрасте 30—35 лет с браслетами и набором украшений, выполненных из керамики, в Фейша дель Море — каменные ящики с останками поселенцев. Согласно радиоуглеродному датированию в обоих местах, гробница Сегудет датируется примерно 4300 годом до н. э., а Фейша дель Моро — примерно 4930 годом до н. э.

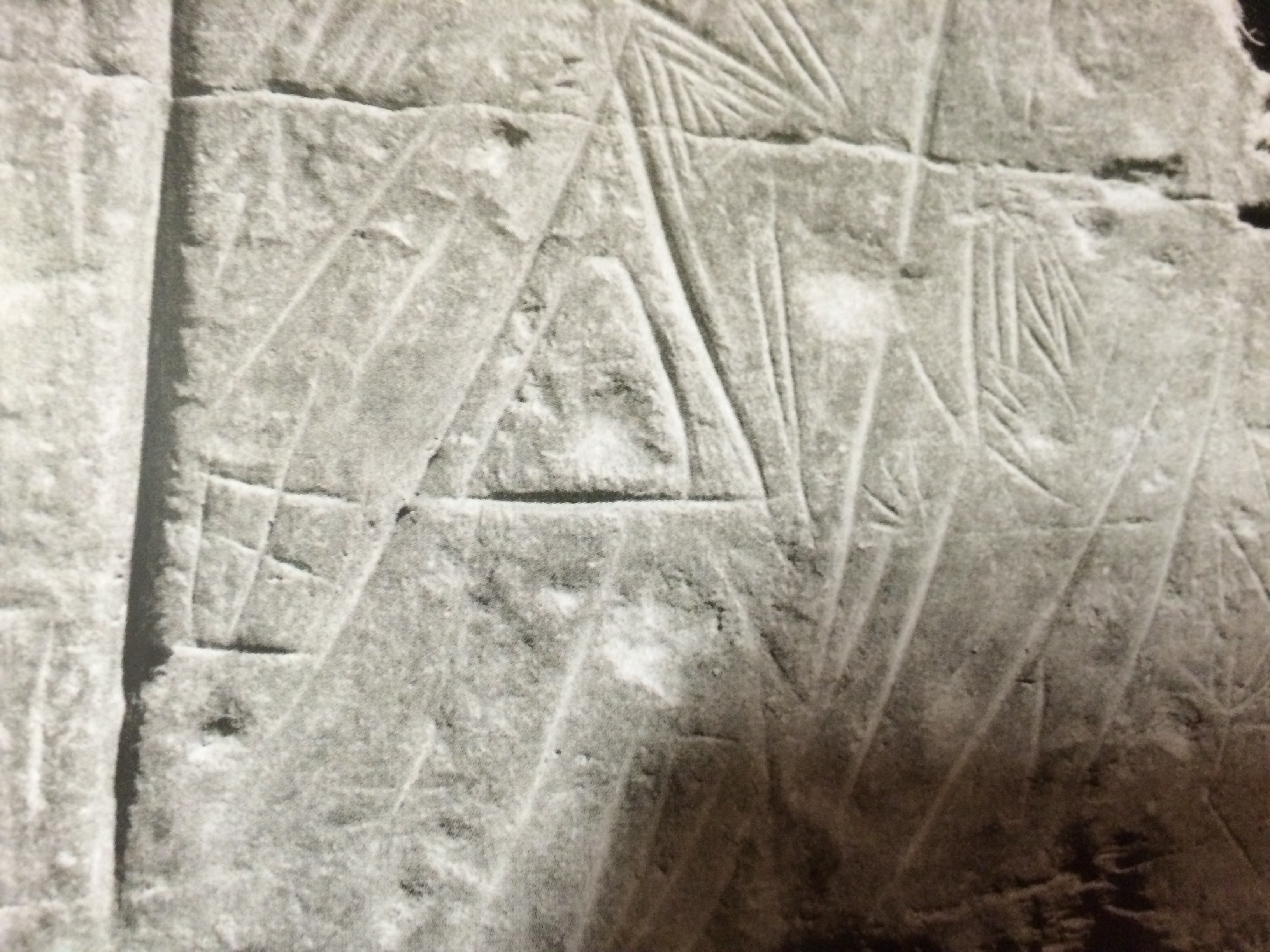
Гравюры Рок-де-ле-Брюкс

Переход к бронзе следовал модели смешанной экономики с преобладанием животноводства над сельским хозяйством, но всегда сочетая его с охотой и собирательством. Так, первые оседлые поселенцы эпохи неолита поселились в 7 разных местах, движимые поиском более подходящей земли. Данные места расположены прямо над ложем главной долины Андорры, на протяжении более полукилометра между Санта-Коломой и Андоррой-ла-Вельи.

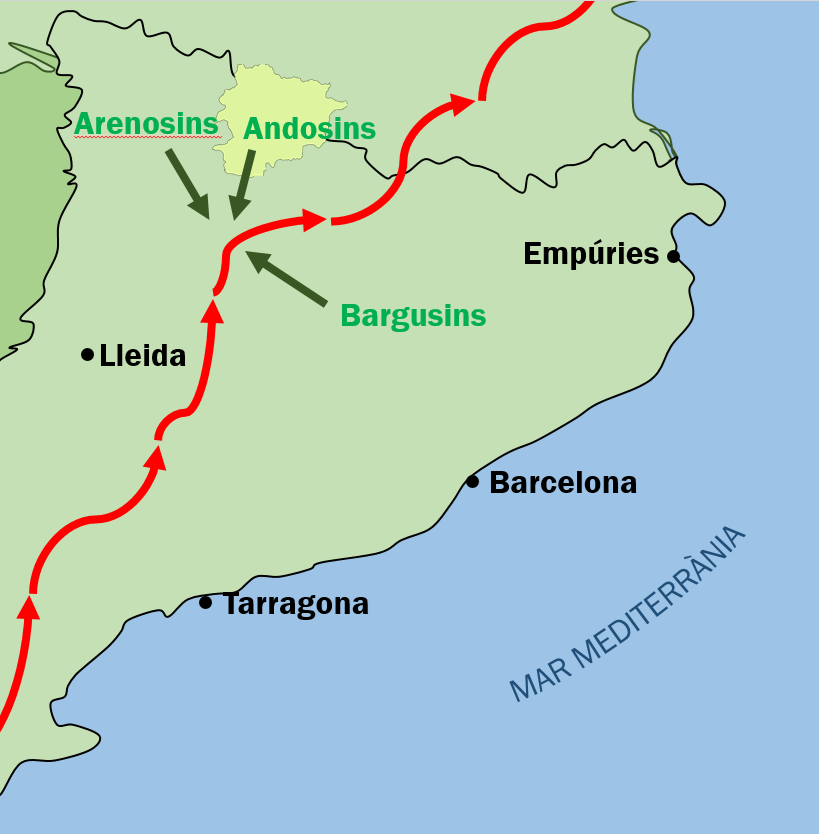
Путь Ганнибала (красный) в сторону Римской республики и иберийских народов (зеленый), которые противостояли ему в битве.

В Пратсе был обнаружен набор гравюр под названием «Гравюры Рок-де-ле-Брюкс». Поскольку они выгравированы на камне, их нельзя точно датировать, и нельзя с уверенностью утверждать, что это первые следы письменности в Андорре. В Пратсе также была обнаружена жертвенная яма, в которой были найдены керамические ёмкости с молочными продуктами, крупами и дурманом.
В 218 году до н. э., чтобы избежать зон влияния греческой колонии Эмпорион, союзника римлян, главнокомандующий карфагенскими войсками Ганнибал использовал долину Сегре, чтобы пересечь Пиренеи на пути в Римскую республику. В том же году генерал Корнелий Сципион во главе римской армии высадился в Эмпорионе с целью перекрыть снабжение армии Ганнибала и контролировать Пиренейские проходы.
Несмотря на иберийские восстания, иберийские народы были романизированы. Процесс романизации включал, среди прочего, включение латыни в повседневную жизнь, которая в конечном итоге вытеснила иберийские языки, что также означало изменение прежнего образа жизни: росла урбанизация, шёл процесс совмещения римской и местной религий. В 260—409 годах Андорра была частью укреплённой приграничной территории (Пиренеи являлись естественной преградой), с целью пресечь переселение германских народов на территорию Римской империи.

## IX—XIX века
Традиционно основание Андорры приписывается Карлу Великому, хотя свидетельств этого не существует. В 805 году король Аквитании Людовик I Благочестивый разбил войско сарацин благодаря тому, что жители общины Андорры провели франкское войско в тыл арабам. За помощь Карл Великий даровал общине Великую Хартию свободы (Magna Carta). 805 год считается годом основания княжества Андорры.
В 988 году граф Барселоны Боррель II передал светскую власть над долиной Андорры епископу Урхеля.
В 1278 году подписан т.н Акт-Пареаж между графом Фуа и епископом Урхельским, по которому они разделяли между собой власть в долине.
В 1479 году граф Франциск Феб де Фуа становится королём Наварры, и таким образом сюзеренные права графов Фуа на Андорру переходят к наваррской короне. После того, как король Наварры в 1589 году взошел на престол Франции под именем Генриха IV, эти права таким же образом перешли к короне французской. Формально они сохраняются за Французским государством до сих пор, теперь номинальным князем-соправителем Андорры считается президент Французской республики.
В 1419 году создаётся «Совет земли» (Consell de la Terra), фактически парламент Андорры, впоследствии — Генеральный Совет.
В 1866 году т. н. «Новая реформа» изменяет существовавшую до этого феодальную систему правления.

## XX век
В начале XX века построены шоссейные дороги, соединившие страну с Испанией и Францией. В стране появляется электричество.
Андорра соблюдала нейтралитет в Первой мировой войне.
В 1933—1934 гг. в Андорре происходят беспорядки, связанные в первую очередь с ограничениями избирательного права (т. н. «андоррская революция»), закончившиеся с началом поры уборки урожая.
В июле 1934 года русский эмигрант Борис Скосырев был избран королём Андорры Борисом I, при поддержке населения (насчитывавшего тогда 5 тыс. человек), а сама страна провозглашена королевством. Далее, Борис I в течение нескольких дней правил, издавая весьма либеральные и прогрессивные указы (например, издал Конституцию страны). Однако, его конфликт с епископом Урхельским привёл к его аресту специально присланным отрядом испанской жандармерии, высылке и суду.
В период Второй мировой войны в Андорре находились небольшие подразделения испанских и французских войск.
После войны страна «открывает себя миру» и становится достаточно популярным горнолыжным курортом, кроме того, либеральная налоговая система позволяет открыть множество недорогих по европейским меркам магазинов.
В 1982 году создаётся первое правительство Княжества, а в 1993 году принимается конституция, отменяющая пережитки феодализма (хотя президент Франции и епископ Урхельский остаются номинальными соправителями), страна вступает в ООН.